# Raija Närhi
Raija Närhi, född 4 oktober 1945 i Äänekoski i Finland, är en svensk volleybollspelare och konståkare.
Hon spelade 33 landskamper med Sveriges damlandslag i volleyboll och vann tre SM-guld med Bosöns IK, ett SM-guld med Vallentuna VBK och ett SM-guld med Kolbäcks VK.